# Născut și crescut în Pantelimon
Născut și crescut în Pantelimon este al treilea album al trupei B.U.G. Mafia, lansat la data de 29 noiembrie 1996, la casa de discuri Cat Music / Media Services. 
B.U.G. Mafia aruncă pe piață cea de a treia bombă, albumul “Născut Și Crescut În Pantelimon”. Piesa “Până când moartea ne va despărți”, pe care apare pentru prima dată Puya, face ravagii. Trupa este într-o continuă creștere. La succesul albumului mai contribuie piesele “Născut și crescut în Pantelimon” și “Lacrimi”. Colaboratorii sunt într-un număr mai mare, astfel că îi întâlnim, pe lângă Puya, și pe: Sișu, July, Baxter, FreakaDaDisk, Trăgaci, C.R.Bel. Apar chitara reală și scratch-ul. Totul sună mai bine și mai interesant. Klax187 își schimbă numele în Daddy Caddy. Vânzările depășesc 30.000 de exemplare. Până la acest album inclusiv, băieții l-au avut ca inginer de sunet pe Emil “Coco” Coroianu.
Membrii trupei în acea vreme erau: Daddy Caddy (Caddillac), Mr. Juice (Tataee) și Uzzi.

## Ordinea pieselor[3]
| Fața A |                                                               |                         |                                |         |  |
| Nr.    | Titlu                                                         | Autor(i)                | Text                           | Lungime |  |
| 1.     | „Ne-am întors (Intro)”                                        | Mr. Juice               | Mr. Juice                      | 1:55    |  |
| 2.     | „Am să-ți zbor căpățâna”                                      | Mr. Juice și Uzzi       | Uzzi                           | 3:36    |  |
| 3.     | „Pe Viață”                                                    | Mr. Juice               | Daddy Caddy, Uzzi și Mr. Juice | 4:42    |  |
| 4.     | „Al Patrulea Număr (R.P.D.)”                                  | Mr. Juice               | Mr. Juice                      | 3:22    |  |
| 5.     | „Până când moartea ne va despărți” (Feat. La familia și July) | Mr. Juice               | Daddy Caddy                    | 4:33    |  |
| 6.     | „Gata de orice”                                               | Mr. Juice, Uzzi și Sișu | Uzzi                           | 4:00    |  |

| Fața B          |                                                                  |                               |                                                      |         |  |
| Nr.             | Titlu                                                            | Autor(i)                      | Text                                                 | Lungime |  |
| 7.              | „Născut și crescut în Pantelimon”                                | Mr. Juice și Sișu             | Uzzi, Daddy Caddy și Mr. Juice                       | 3:54    |  |
| 8.              | „Ceva pentru care merită să mori”                                | Mr. Juice și Uzzi             | Mr. Juice                                            | 2:42    |  |
| 9.              | „Fără sentimente”                                                | Mr. Juice                     | Uzzi, Daddy Caddy și Mr. Juice                       | 4:36    |  |
| 10.             | „Sînt un maniac?” (Feat. July)                                   | Mr. Juice Uzzi și Daddy Caddy | Uzzi                                                 | 3:36    |  |
| 11.             | „Lacrimi” (Feat. July)                                           | Daddy Caddy și Mr. Juice      | Daddy Caddy                                          | 4:38    |  |
| 12.             | „Ucigași în serie” (Feat. Puya, Baxter, Trăgaci și FreakaDaDisk) | Mr. Juice                     | Mr. Juice,Puya, Uzzi, Baxter, Trăgaci și Daddy Caddy | 4:39    |  |
| 13.             | „Jaf armat” (Feat. C.R.Bel)                                      | Mr. Juice                     | Mr. Juice                                            | 3:42    |  |
| Lungime totală: | Lungime totală:                                                  | Lungime totală:               | Lungime totală:                                      | 49:55   |  |